# Forma (utensílio de cozinha)
Forma é o utensílio de cozinha, no qual fica contida a massa que será assada em forno.

## Tipos

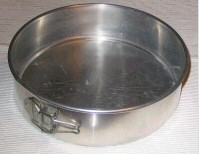
Forma redonda de fundo plano removível.

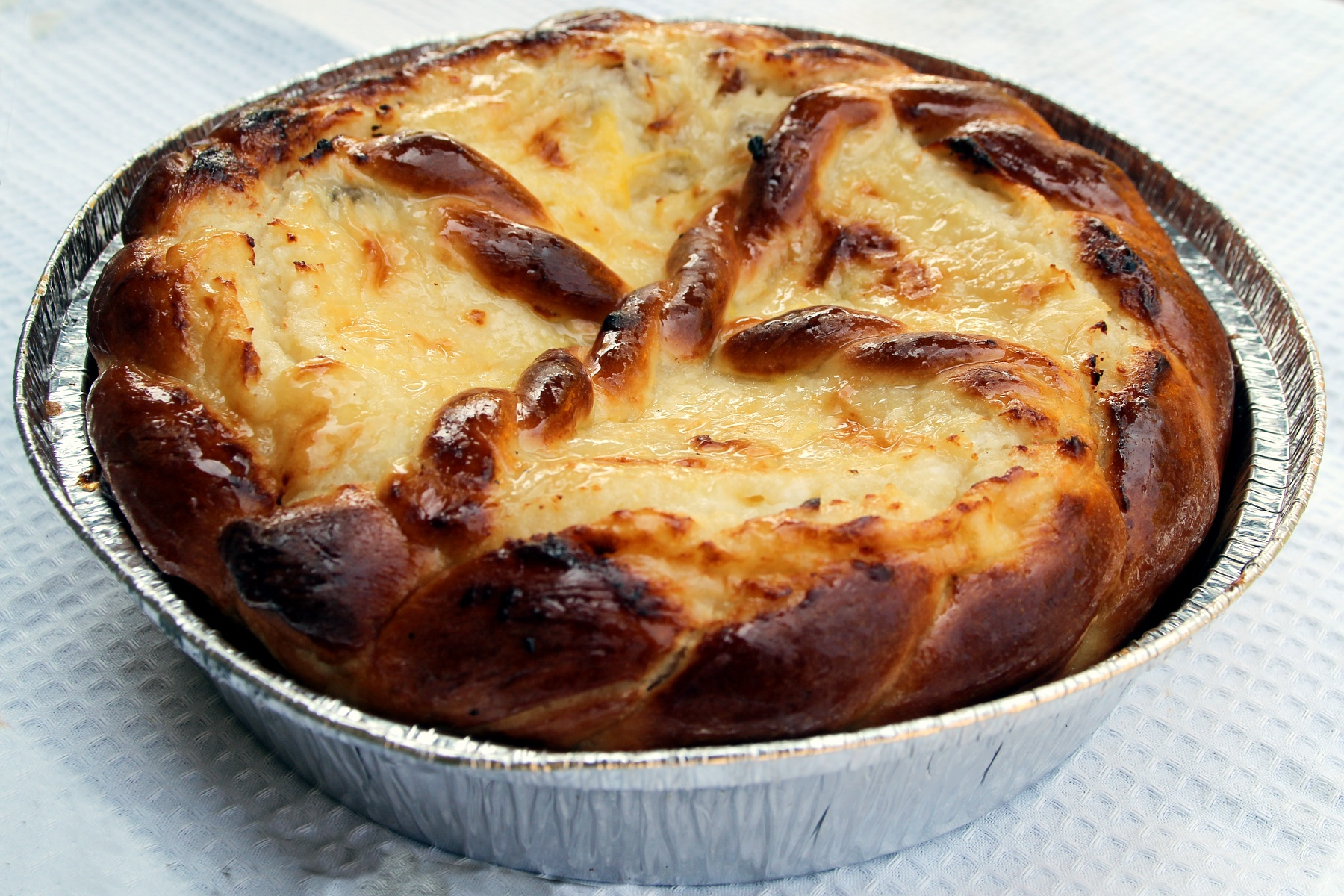
Forma descartável.

São usadas em produtos que não podem ser assados diretamente no fogão e podem ter diferentes formatos. Para assados finos, são utilizados desenhos irregulares, redondos, cônicos ou ovais. Para doces feitos de massa de fermento ou massa de esponja, formas retangulares são comuns. Pode ser feita de folha de flandres, alumínio, papel ou silicone, por exemplo. Também podem ser esmaltadas ou dotadas de revestimento antiaderente (geralmente PTFE). Além disso, há também formas transparentes feitas de vidro borossilicato resistente ao calor.

### Quadradas/retangulares e de furo central
Existem para bolos do tipo "anel", como o gugelhupf, feitos em formas com furo central e para bolos de formato "plano". Existem formas específicas para pudim. O buraco central, adicionado mais tarde, serve para distribuir o calor de forma mais rápida e uniforme. Na Francônia, bolos em forma de anel ou guirlanda ou bolos bundt são menos frequentemente chamados de Schatt.

### Forma de pão
De formato retangular e têm aproximadamente a mesma largura e altura. Os usos típicos são pães de ló, tortas, pão de carne e vários pães que têm uma massa gordurosa, como pão branco. Na Suíça o termo cake pan é comum.

### Fundo removível
São geralmente redondas, mas às vezes também angulares ou de formas diferentes (por exemplo, em forma de coração), geralmente são planas consistindo de duas partes: um anel ajustável forma a parede lateral, na qual uma base removível é presa. Com um fundo plano, é usado principalmente para assar bolos e bases de tortas, com uma base com uma "chaminé" central (a chamada "base de tubo") que substitui a forma com furo central. Ao contrário desta, o bolo não precisa ser virado quando pronto, pois as paredes do molde se abrem pela ação da alavanca de fixação do anel externo, a parede e o fundo separados um do outro. Tal forma também é feita com proteção contra vazamentos. A placa transportadora inferior é ligeiramente maior e serve como um canal de gotejamento devido à seu formato.

### Com motivos

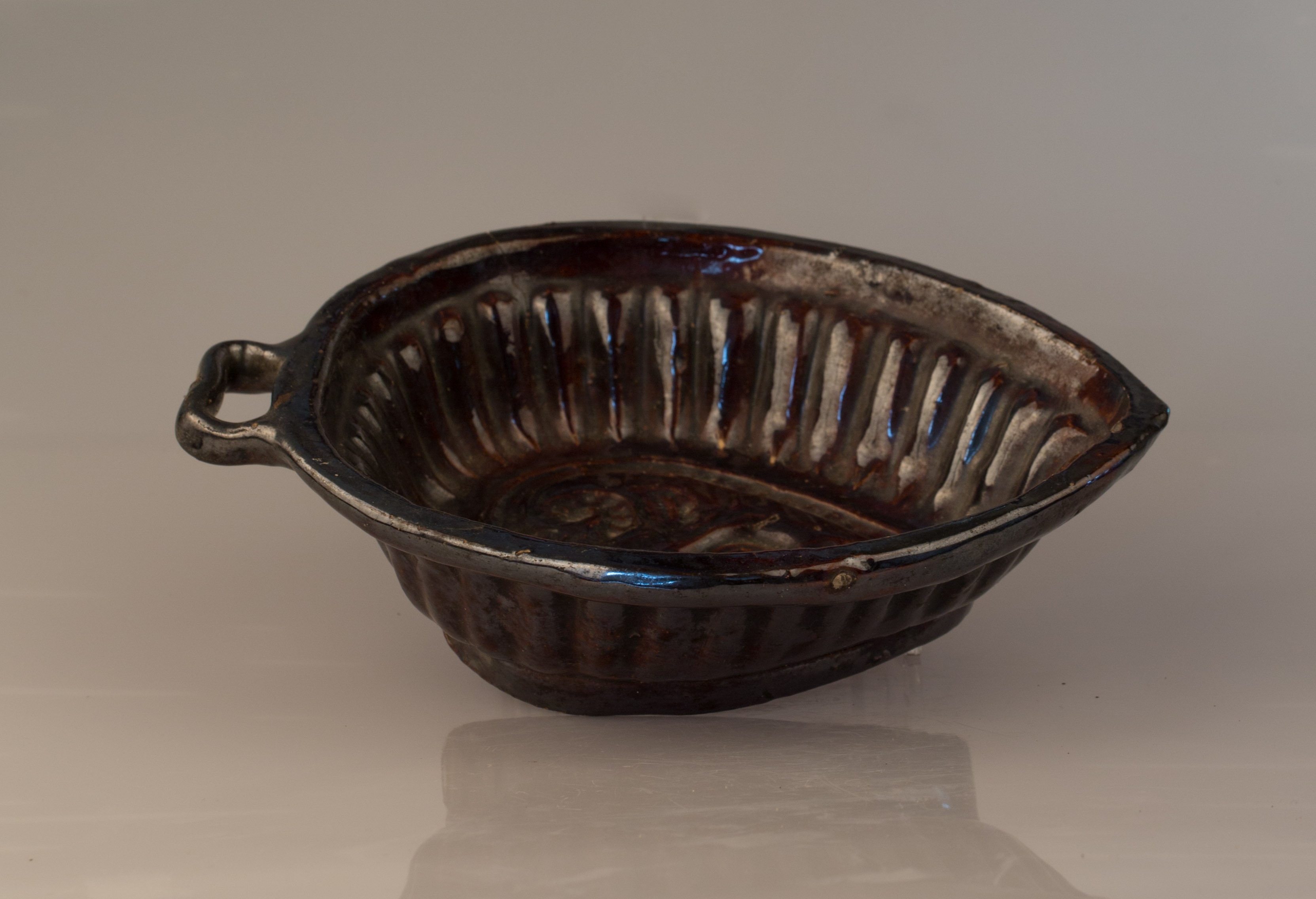
Forma em formato de folha.

As formas de motivos permitem que os bolos sejam assados com formato de figuras, símbolos ou outras imagens em forma tridimensional. Exemplos são formas de motivos, que dão aos bolos formatos de carros, navios, etc., ou de personagens do cinema e da televisão, como Mickey Mouse, Bob Esponja, Homem-Aranha, etc. Na Europa, algumas formas de motivos estão constantemente no mercado (de preferência motivos festivos atemporais, como coelhos, Papais Noéis ou bonecos de neve). Motivos de séries de TV populares são produzidos por fabricantes de moldes licenciados (principalmente estadounidenses) e são oferecidos principalmente nos Estados Unidos. Moldes especiais também podem ser emprestados em lojas de aluguel formas na Alemanha. Os moldes são geralmente feitos de alumínio estampado, aço inoxidável ou alumínio fundido sólido com um revestimento antiaderente. O tamanho é de cerca de 30 cm × 25 cm × 6 cm. O volume da massa varia de 1,5 a 2,5 litros.

### Moldes de corte

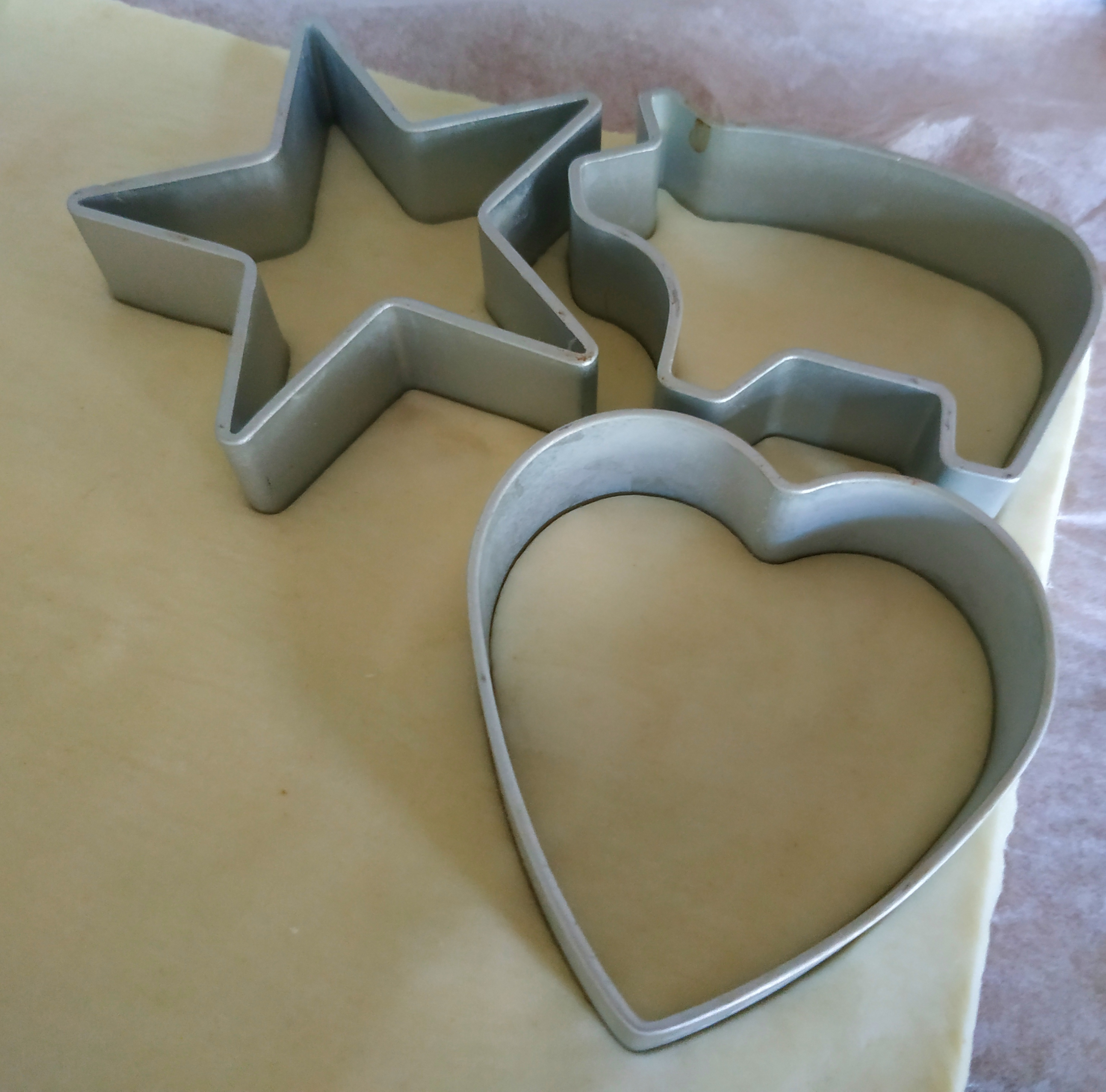
Moldes para corte de massa de pão/bolo.

São formas que, quando pressionadas sobre a massa, cortam-na dando-lhe formatos de motivos variados. Exemplos típicos são os moldes para Éclair (bomba de chocolate) e os moldes de pata de urso ou Madeleines. Mas outros inúmeros outros motivos (ursos, corações e afins) também podem ser formas como biscoitos. Cada vez mais, fabricantes de formas da América do Norte produzem tais moldes com vários motivos como borboletas, dinossauros, besouros, insetos, animais de zoológico.

### Formas cerâmicas

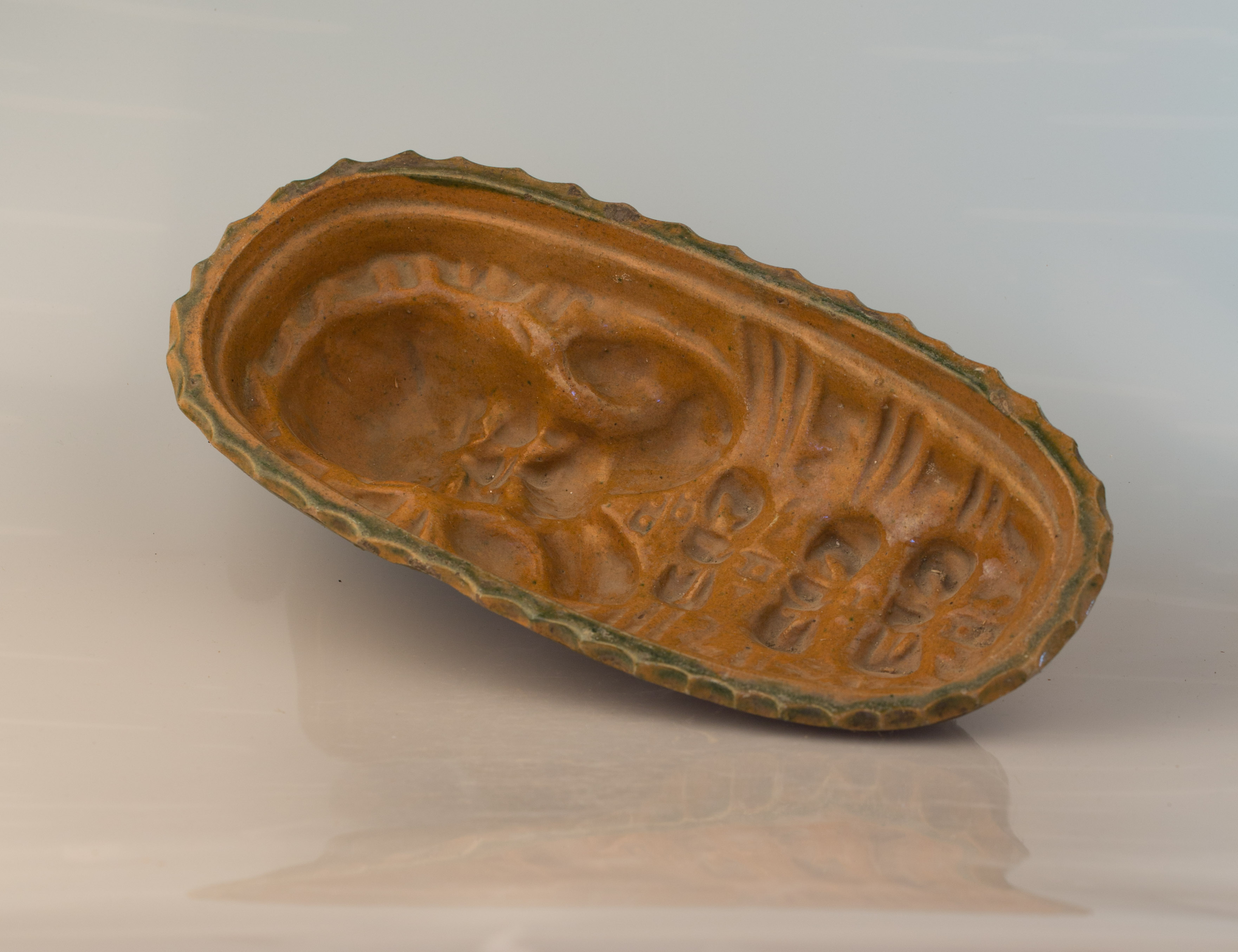
Antiga forma cerâmica.

Ainda hoje, formas cerâmicas são fabricadas de modo artesanal em algumas olarias. Depois de assado, o bolo não precisa ser removido da forma. É servido, cortado e retirado da forma peça por peça.

### Outras
Além disso, existem várias formas para pequenos doces, como Muffins,  Yorkshire pudding's ou pequenas tortas (uma forma com vários recessos semelhantes a tigelas) ou formas especiais decorativas, por exemplo, para doces de Natal e Páscoa.